# Parsergenerator
Inom datavetenskap är en parsergenerator eller kompilatorgenerator ett verktyg som skapar en parser, interpretator, eller kompilator från en formell beskrivning av ett programspråk och maskin.